# LNG-Terminal Revithoussa

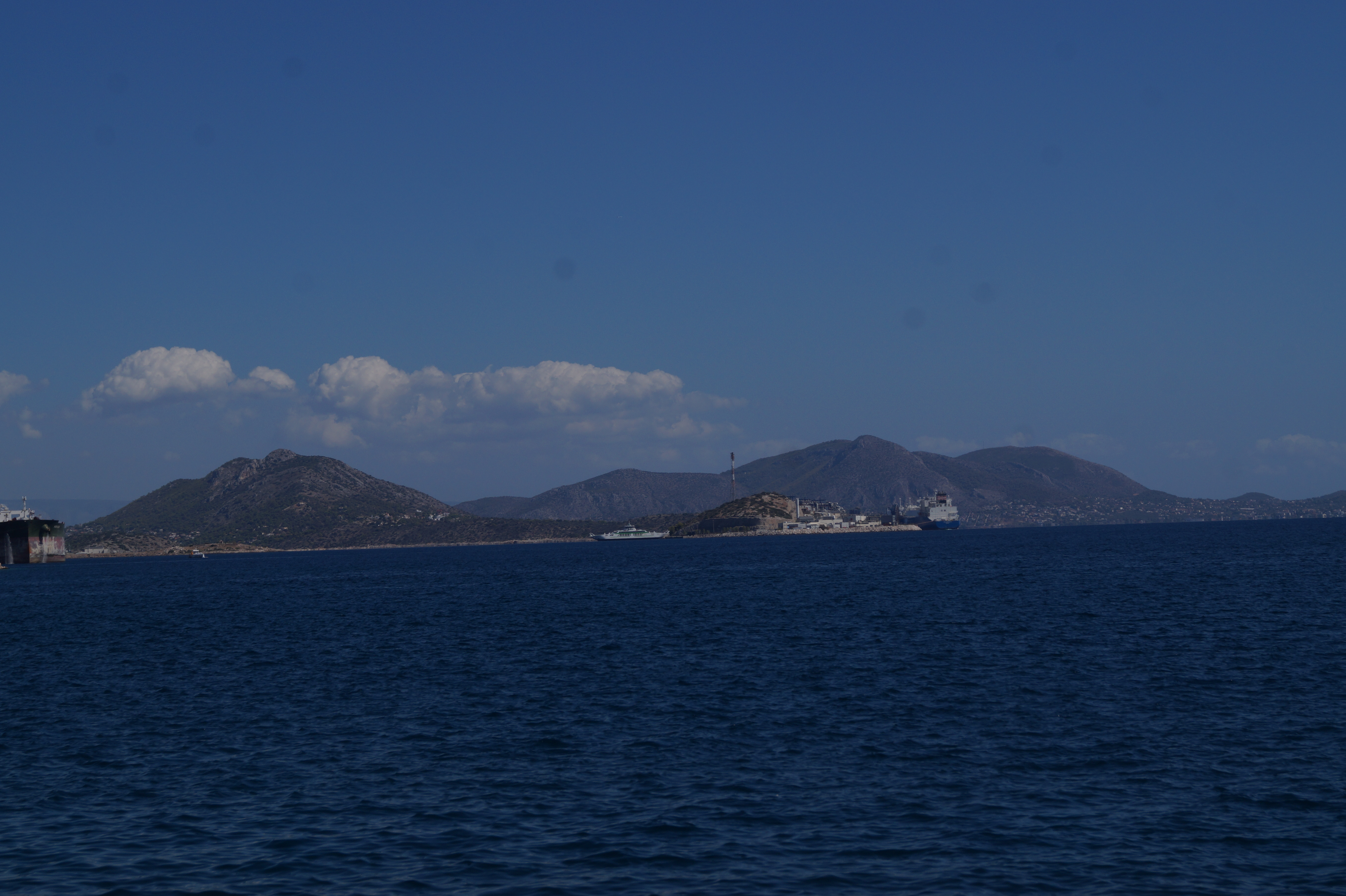
Blick vom Hafen von Pachi auf Revithoussa

Das LNG-Terminal Revithoussa (griechisch Τερματικός σταθμός υγροποιημένου φυσικού αερίου Ρεβυθούσας) ist Griechenlands erstes und bisher einziges Flüssigerdgasterminal (Stand Mitte 2022; weitere sind in Bau bzw. in Planung). Es wurde auf der kleinen, unbewohnten Insel Revithoussa, die zur Gemeinde Salamis bei Athen gehört, errichtet und bedeckt die gesamte Insel. 
Nach 12-jähriger Bauzeit wurde der Terminal 1999 von dem Eigentümer und Betreiber DEPA in Betrieb genommenen. 2007 wurde ein Erweiterungsprojekt abgeschlossen: Hierbei wurde das Terminal modernisiert und seine Kapazität auf 185 bcf pro Jahr (5,2–5,3 Milliarden Kubikmeter pro Jahr) erhöht. In diesem Jahr übernahm das Unternehmen DESFA auch die Anlage. 2018 wurde der Terminal nochmals erweitert.
Das Flüssigerdgas wird in drei Erdtanks mit einer Gesamtkapazität von 225.000 Kubikmetern gespeichert. Die Anlage kann bis zu 1250 Kubikmeter Flüssigerdgas pro Stunde in gasförmigen Zustand umwandeln und in das griechische Leitungsnetz (das ebenfalls DESFA gehört) einspeisen. Seit Oktober 2022 wird vom neuen russischen LNG-Terminal Portowaja ausgehend (am Standort der Verdichterstation für die Pipeline Nord Stream) über das Terminal Revithoussa auch der griechische Rohstoffkonzern Mytilineos mit Flüssigerdgas beliefert. Von Revithoussa aus gelangt das Gas auch zu Bulgargaz nach  Bulgarien.